# Shergotty
Метеорит Shergotty (укр. Шерґотті) — метеорит-ахондрит вагою близько 5 кг, що впав на Землю поблизу населеного пункту Shergotty (нині Sherghati) в Індії 25 серпня 1865 року, і був віднайдений очевидцем майже відразу після падіння. Є першим прикладом шерготитів. Так згодом стали називати подібні до нього метеорити, що складаються з базальтових порід. Разом з нахлітами та шассіньїтами шерготити належать до класу метеоритів, які мають марсіанське походження.

## Вік метеорита
Метеорит Шерґотті відносно молодий за галактичним мірками — за допомогою радіоізотопного датування було встановлено, що він утворився із вулканічної магми близько 4.1 мільярда років тому. Імовірно він був вибитий з Марса після падіння великого метеорита в вулканічний район планети приблизно 175 мільйонів років тому.

## Особливості
Тімоті Гроув з Массачусетського технологічного інституту та Гаррі Мак-Свін з Університету Теннессі, які вивчали метеорит, виявили, що для кристалізації мінералів, що містяться в метеориті, знадобилося б щонайменше 2 % води в магмі. Крім того, наявність певних елементів в метеориті доводить відносно високий вміст води в деякий період часу. За словами Тімоті Гроува, для відтворення унікального хімічного складу цих мінералів обов'язково потрібна наявність води. Окрім того, деякі деталі внутрішньої композиції метеорита нагадують залишки біоплівки та пов'язаних з нею популяцій мікроорганізмів.
Робота вчених була частково підтримана НАСА.